# Autoroute A 82
Die Autoroute A 82 ist eine französische Autobahn mit Beginn in Orvault (Nantes) und dem derzeitigen Ende in Sautron. Ihre Länge beträgt bisher nur 2 km.

## Planung
Geplant ist die Weiterführung der Autobahn bis nach Brest. Im Endausbau wird die Länge der Autobahn 287 km betragen.

## Geschichte
- 4. Mai 1977: Eröffnung Orvault – Sautron (A 844 – N 165) (1. Fahrbahn)
- 12. August 1993: Eröffnung Orvault – Sautron (A 844 – N 165) (2. Fahrbahn)

## Großstädte an der Autobahn
- Nantes